# Codex Washingtonianus
- Papyrus
- Onciale
- Minuscules
- Lectionnaire

Le Codex Washingtonianus, ou Codex Washingtoniensis, portant le numéro de référence  W ou 032 (Gregory-Aland), est un manuscrit du Nouveau Testament datant du Ve siècle, sur vélin, en écriture grecque onciale. 

## Description

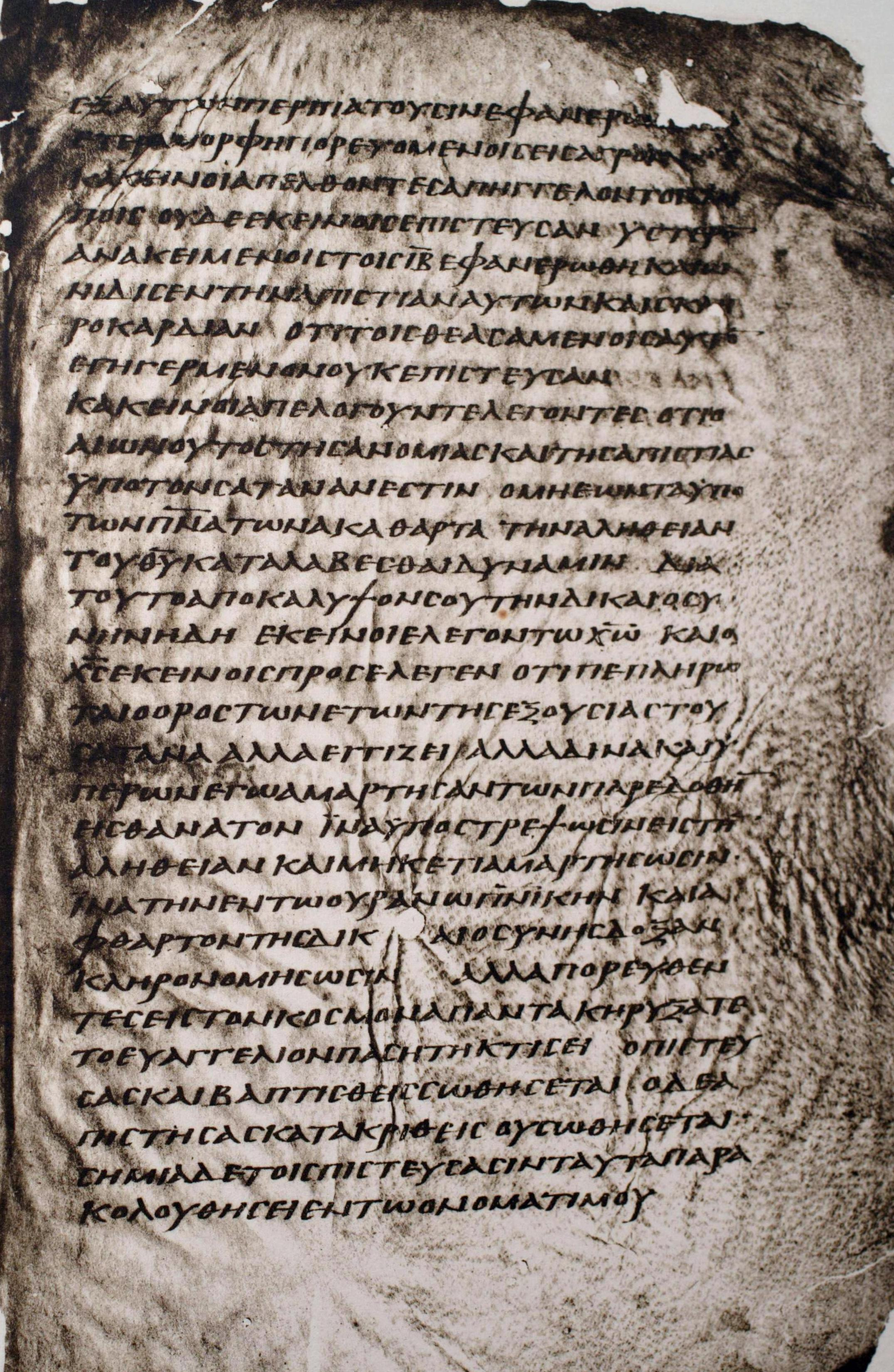
Marc 16,12-17 avec le « logion de Freer »

Le codex se compose de 187 folios. Il est écrit en une colonne, dont 30 lignes par colonne. Les dimensions du manuscrit sont 21 × 14,3 cm,. 
Il contient les évangiles dans un ordre occidental qu'il partage avec le Codex Bezae : après Matthieu, viennent Jean puis Luc et Marc. Il contient le « logion de Freer » en Marc 16:14. 
Les nomina sacra sont écrits dans les formes raccourcies: ΘΣ, ΚΣ, ΧΡΣ, ΙΣ, ΠΝΑ, ΑΝΟΣ, ΠΗΡ, ΜΗΡ, ΥΣ, ΔΑΔ (ΔΔ, une fois), ΙΗΛ, (ΙΣΡΛ une fois).
Les paléographes datent unanimement ce manuscrit du Ve siècle. 
Il est conservé à la Smithsonian Institution (Freer Gallery of Art 06.274) à Washington DC,.

## Texte
Le manuscrit contient les évangiles dans l'ordre : Matthieu, Jean, Luc, Marc, avec changement de type de texte.
- Matthieu 1–28 : texte byzantin ;
- Jean 1, 1–5, 11 (suppl. 7e-8e s.) : mixte, texte alexandrin avec variantes occidentales[3] ;
- Jean 5,12–21, 25 et Luc 1, 1-8, 12 : texte alexandrin ;
- Luc 8, 13–24, 53 : texte byzantin ;
- Marc 1, 1–5, 30 : texte occidental révisé ;
- Marc 5, 31–16, 20 : texte occidental révisé, proche du texte césaréen.

Pour Matthieu 1-24, le manuscrit est le plus ancien témoin du texte byzantin ; au-delà, l'Alexandrinus (A.02) lui est légèrement antérieur. 
Mais c'est surtout pour Marc que ce manuscrit est un témoin remarquable. Il est, en effet, le seul témoin de son type de texte, distinct à la fois du texte occidental qu'il révise et du texte césaréen, dont il se rapproche, à partir de 5,31. Parmi les variantes rares, la citation d'Isaïe 40, 4-8 en 1, 3, également attestée dans le Colbertinus de la Vieille Latine (itc), et le logion de Freer (voir plus bas), également attesté par Jérôme. Autre apparentement avec la Vieille Latine : l'absence de 1, 43. Mais le manuscrit W a aussi des variantes qui lui sont propres, comme Dalmounai en 8, 10.
Kurt Aland le classe en catégorie III.
Le manuscrit ne contient pas la péricope de la femme adultère (Jean 7, 53–8, 11).

## Lelogionde Freer
Le logion de Freer est interpolé entre les versets 14 et 15 de Marc 16 : là, où en Mc 16:14 les reproches de Jésus, quant à l'incrédulité des disciples, sont immédiatement suivis par leur envoi en mission, dans le logion, ceux-ci rejettent la responsabilité sur Satan et invoquent la parousie. Le Christ leur répond que le pouvoir de Satan est arrivé à son terme, avant de les envoyer en mission.
Le texte est le suivant : « Ceux-ci dirent pour leur défense : « Ce siècle d'impiété et d'incrédulité est sous le pouvoir de Satan qui ne permet pas que la vérité et la puissance de Dieu soient reçues par les esprits impurs ; c'est pourquoi révèle dès maintenant ta justice. » Ils disaient cela au Christ et le Christ leur répondit : « Le terme des années du pouvoir de Satan est accompli, mais d'autres choses terribles approchent. Et j'ai été livré à la mort pour ceux qui ont péché afin qu'ils se convertissent à la vérité et qu'ils ne pèchent plus, afin qu'ils héritent de la gloire, de la justice, gloire spirituelle et incorruptible qui est dans le ciel. » »